# Toyota Racing Series 2019
La Toyota Racing Series 2019 fu la quindicesima edizione della Toyota Racing Series, la principale categoria di sport motoristici a ruote scoperte in Nuova Zelanda.
La serie consisteva in diciassette gare in cinque round.
Iniziò il 12 gennaio all'Highlands Motorsport Park, a Cromwell, e si concluse il 10 febbraio con la 64ª edizione del Gran Premio della Nuova Zelanda, sul Circuito di Manfeild.

## Team e piloti
Tutti team hanno la base registrata in Nuova Zelanda ed utilizano tutti la Tatuus FT-50 Toyota.
Per la prima volta i piloti otterranno punti validi per la Superlicenza FIA.
| Team                 | N. | Pilota           | Stato | Gare  |
| -------------------- | -- | ---------------- | ----- | ----- |
| MTEC Motorsport      | 5  | Petru Florescu   |       | Tutte |
| MTEC Motorsport      | 11 | Jackson Walls    | R     | 2–5   |
| MTEC Motorsport      | 36 | Kazuto Kotaka    | R     | Tutte |
| MTEC Motorsport      | 54 | Calan Williams   |       | Tutte |
| Giles Motorsport     | 7  | Raoul Hyman      |       | Tutte |
| Giles Motorsport     | 9  | Petr Ptáček      | R     | Tutte |
| Giles Motorsport     | 16 | Tommy Smith      | R     | Tutte |
| Giles Motorsport     | 21 | Dev Gore         |       | Tutte |
| Giles Motorsport     | 48 | Ken Smith        |       | 5     |
| M2 Competition       | 8  | Marcus Armstrong |       | Tutte |
| M2 Competition       | 10 | Liam Lawson      | R     | Tutte |
| M2 Competition       | 12 | Artem Petrov     |       | Tutte |
| M2 Competition       | 22 | Lucas Auer       |       | Tutte |
| M2 Competition       | 28 | Cameron Das      |       | Tutte |
| M2 Competition       | 30 | Esteban Muth     | R     | Tutte |
| Victory Motor Racing | 66 | Parker Locke     | R     | Tutte |
| Victory Motor Racing | 86 | Brendon Leitch   |       | Tutte |

## Calendario e risultati
| Round | Round | Circuito                              | Data        | Pole Position                                                 | Giro veloce                                                   | Vincitore                                                     | Team Vincitore                                                |
| ----- | ----- | ------------------------------------- | ----------- | ------------------------------------------------------------- | ------------------------------------------------------------- | ------------------------------------------------------------- | ------------------------------------------------------------- |
| 1     | G1    | Highlands Motorsport Park Cromwell    | 12 gennaio  | Raoul Hyman                                                   | Liam Lawson                                                   | Liam Lawson                                                   | M2 Competition                                                |
| 1     | G2    | Highlands Motorsport Park Cromwell    | 13 gennaio  |                                                               | Brendon Leitch                                                | Brendon Leitch                                                | Victory Motor Racing                                          |
| 1     | G3    | Highlands Motorsport Park Cromwell    | 13 gennaio  | Lucas Auer                                                    | Liam Lawson                                                   | Liam Lawson                                                   | M2 Competition                                                |
| 2     | G1    | Teretonga Park Invercargill           | 19 gennaio  | Liam Lawson                                                   | Marcus Armstrong                                              | Marcus Armstrong                                              | M2 Competition                                                |
| 2     | G2    | Teretonga Park Invercargill           | 20 gennaio  | Gara due e gara tre sono state cancellate per il forte vento. | Gara due e gara tre sono state cancellate per il forte vento. | Gara due e gara tre sono state cancellate per il forte vento. | Gara due e gara tre sono state cancellate per il forte vento. |
| 2     | G3    | Teretonga Park Invercargill           | 20 gennaio  | Gara due e gara tre sono state cancellate per il forte vento. | Gara due e gara tre sono state cancellate per il forte vento. | Gara due e gara tre sono state cancellate per il forte vento. | Gara due e gara tre sono state cancellate per il forte vento. |
| 3     | G1    | Hampton Downs Motorsport Park Waikato | 25 gennaio  |                                                               | Cameron Das                                                   | Artem Petrov                                                  | M2 Competition                                                |
| 3     | G2    | Hampton Downs Motorsport Park Waikato | 26 gennaio  | Marcus Armstrong                                              | Marcus Armstrong                                              | Marcus Armstrong                                              | M2 Competition                                                |
| 3     | G3    | Hampton Downs Motorsport Park Waikato | 27 gennaio  |                                                               | Liam Lawson                                                   | Liam Lawson                                                   | M2 Competition                                                |
| 3     | G4    | Hampton Downs Motorsport Park Waikato | 27 gennaio  | Marcus Armstrong                                              | Artem Petrov                                                  | Marcus Armstrong                                              | M2 Competition                                                |
| 4     | G1    | Bruce McLaren Motorsport Park Taupo   | 2 febbraio  | Liam Lawson                                                   | Liam Lawson                                                   | Liam Lawson                                                   | M2 Competition                                                |
| 4     | G2    | Bruce McLaren Motorsport Park Taupo   | 2 febbraio  | Liam Lawson                                                   | Marcus Armstrong                                              | Lucas Auer                                                    | M2 Competition                                                |
| 4     | G3    | Bruce McLaren Motorsport Park Taupo   | 3 febbraio  |                                                               | Marcus Armstrong                                              | Esteban Muth                                                  | M2 Competition                                                |
| 4     | G4    | Bruce McLaren Motorsport Park Taupo   | 3 febbraio  | Lucas Auer                                                    | Lucas Auer                                                    | Marcus Armstrong                                              | M2 Competition                                                |
| 5     | G1    | Circuito di Manfeild Feilding         | 9 febbraio  | Liam Lawson                                                   | Marcus Armstrong                                              | Marcus Armstrong                                              | M2 Competition                                                |
| 5     | G2    | Circuito di Manfeild Feilding         | 10 febbraio |                                                               | Cameron Das                                                   | Cameron Das                                                   | M2 Competition                                                |
| 5     | G3    | Circuito di Manfeild Feilding         | 10 febbraio | Lucas Auer                                                    | Liam Lawson                                                   | Liam Lawson                                                   | M2 Competition                                                |

## Classifica Piloti
| Pos. | Pilota           | HIG | HIG | HIG | TER | TER | TER | HMP | HMP | HMP | HMP | TAU | TAU | TAU | TAU | MAN | MAN | MAN | Punti |
| ---- | ---------------- | --- | --- | --- | --- | --- | --- | --- | --- | --- | --- | --- | --- | --- | --- | --- | --- | --- | ----- |
| 1    | Liam Lawson      | 1   | 5   | 1   | 2   | C   | C   | 7   | 3   | 1   | Rit | 1   | 2   | 3   | 3   | 2   | 5   | 1   | 356   |
| 2    | Marcus Armstrong | 2   | 3   | 2   | 1   | C   | C   | 10  | 1   | 4   | 1   | 3   | NC  | 8   | 1   | 1   | 9   | 2   | 346   |
| 3    | Lucas Auer       | 3   | Rit | 4   | 5   | C   | C   | Rit | 4   | 3   | 15  | 2   | 1   | 7   | 2   | 3   | 2   | Rit | 270   |
| 4    | Raoul Hyman      | 4   | 2   | 3   | 11  | C   | C   | 5   | 2   | 9   | 10  | 5   | 3   | 6   | 5   | 9   | 6   | 4   | 270   |
| 5    | Esteban Muth     | 6   | 4   | 11  | 9   | C   | C   | Rit | 6   | 2   | 5   | 7   | 6   | 1   | 4   | 6   | 3   | 5   | 258   |
| 6    | Brendon Leitch   | 5   | 1   | 9   | 8   | C   | C   | 3   | 14  | 10  | 4   | 13  | 5   | 2   | 9   | 4   | 4   | 6   | 245   |
| 7    | Cameron Das      | 9   | 6   | 7   | 4   | C   | C   | Rit | 7   | 5   | 3   | 15  | 10  | 5   | 8   | 7   | 1   | Rit | 205   |
| 8    | Calan Williams   | 11  | 7   | 8   | 7   | C   | C   | Rit | 8   | 8   | 7   | 8   | 8   | 9   | 7   | 5   | 7   | Rit | 183   |
| 9    | Artem Petrov     | 10  | Rit | 6   | 3   | C   | C   | 1   | Rit | 7   | 2   | 4   | 4   | 4   | Rit | DNS | DNS | Rit | 181   |
| 10   | Kazuto Kotaka    | 8   | Rit | 10  | 6   | C   | C   | 11  | 9   | 6   | 6   | 9   | 15  | 10  | 6   | Rit | 10  | 3   | 176   |
| 11   | Petr Ptáček      | 7   | 8   | 5   | 12  | C   | C   | 2   | Rit | 11  | 12  | 14  | 7   | 11  | Rit | Rit | 12  | Rit | 123   |
| 12   | Jackson Walls    |     |     |     | 13  | C   | C   | 8   | 5   | Rit | 8   | 6   | 13  | 12  | 10  | 10  | Rit | Rit | 110   |
| 13   | Dev Gore         | 14  | 9   | 13  | 10  | C   | C   | 4   | 13  | 14  | 14  | 12  | 9   | 14  | 12  | 11  | Rit | Rit | 109   |
| 14   | Tommy Smith      | 15  | 12  | 12  | 14  | C   | C   | 12  | 11  | 12  | 9   | 11  | 14  | 13  | 13  | 14  | 8   | Rit | 101   |
| 15   | Parker Locke     | 13  | 11  | 14  | 15  | C   | C   | 9   | 12  | 15  | 11  | 16  | 12  | 15  | Rit | 12  | 11  | 7   | 100   |
| 16   | Petru Florescu   | 12  | 10  | Rit | Rit | C   | C   | 6   | 10  | 13  | 13  | 10  | 11  | Rit | 11  | 8   | Rit | DN  | 98    |
| 17   | Ken Smith        |     |     |     |     |     |     |     |     |     |     |     |     |     |     | 13  | 13  | 8   | 27    |
| Pos. | Pilota           | HIG | HIG | HIG | TER | TER | TER | HMP | HMP | HMP | HMP | TAU | TAU | TAU | TAU | MAN | MAN | MAN | Punti |